# E601
E601 är en cirka 70 km lång europaväg som endast går i Frankrike, mellan La Rochelle och Niort.

## Sträckning
La Rochelle - Niort

## Standard
Vägen är landsväg hela sträckan. 

## Anslutningar till andra europavägar
- E602
- E3
- E5